# 2029.
◄ | 20. stoljeće | 21. stoljeće | 22. stoljeće | ►
◄ | 1990-ih | 2000-ih | 2010-ih | 2020-ih | 2030-ih | 2040-ih | 2050-ih | ►
◄◄ | ◄ | 2026. | 2027. | 2028. | 2029. | 2030. | 2031. | 2032. | ► | ►►
Astronautika • Astronomija • Politika • Promet • Šport • Željeznički promet
2029. će biti godina prema gregorijanskom kalendaru koja ne će biti prijestupna, a započet će u ponedjeljak.

## Događaji
- 13. travnja – Asteroid 99942 Apophis proći će pokraj Zemlje na udaljenosti od 30.000 kilometara. Taj će se događaj zbiti na petak 13. što je neke ljude (uglavnom prije preciznog određivanja putanje) dovelo do zaključka da će doći do udarca asteroida u Zemlju.

## U popularnoj kulturi
- Terminator (1984): Jedan terminator i ljudski vojnik, T-800 i Kyle Reese, vraćeni su iz 2029. u 1984. godinu da ubiju, to jest zaštite ženu zvanu Sarah Connor.
- Terminator 2: Sudnji dan (1991.): Dva Terminatora, T-800 i T-1000, vraćeni su iz 2029. u 1995. kako bi zaštitili, to jest ubili Johna Connora kao desetogodišnje dijete.